# 陪伴 (賈斯汀·比伯歌曲)
〈陪伴〉（英語："Company"）是加拿大歌手小賈斯汀第四張專輯《我的決心》中的一首歌曲。這首歌由比伯、傑森·博伊德、Jhart （James Abrahart）、安德烈亞斯·舒勒（Andreas Schuller）、托馬斯·特羅爾森（Thomas Troelsen）、詹姆斯·黃（James Wong）及萊羅伊·克蘭皮特（Leroy Clampitt）作詞作曲，Axident、Gladius、Big Taste及Boyd共同製作。2016年3月8日，Def Jam將單曲送往CHR/Pop進行全美廣播。
〈陪伴〉是一首融合放克、電子與流行及R&B歌曲。歌曲展現了一段輕鬆的戀愛故事，兩個人在一起時無需過多思考，只需相互取暖，快樂自在即可。
〈陪伴〉的音樂錄影帶發布於2016年6月9日，由羅麗·克萊默執導。